# Корсак, Норберт
Норберт Корсак (англ. Norbert Korsak, 7 июня 1773, Полоцк, Полоцкое воеводство — 17 февраля 1846, Stonyhurst, Ланкашир) — деятель Католической церкви и Общества Иисуса, педагог.

## Биография

### Российский этап
28 августа 1788 г. Норберт Корсак вступил в Общество Иисуса и провёл следующие два года (1788–1790) в Полоцком послушничестве. В 1790 году педагогическую деятельность начал учителем Могилёвской иезуитской школы. В течение следующих четырёх лет он изучал философию (1791–1793) и теологию (1793–1795) в Полоцком иезуитском коллегиуме. Параллельно он преподавал французский язык и риторику в Полоцких иезуитских школах (1793–1796), а затем риторику и немецкий язык в Витебске (1796–1797) и риторику и поэзию в Мстиславле (1797–1798). В 1798-1800 гг. — ректор школы-интерната в Полоцке. В 1800-1802 гг. Корсак окончил курс теологии в Полоцком иезуитском коллегиуме и поступил в дом третьего испытания в Динабурге для завершения монашеского образования. Однако, не приняв монашеского пострига, он стал профессором философии и математики в Полоцком иезуитском коллегиуме (1803–1805).

### Провалившаяся китайская миссия
Молодого талантливого иезуита заметило руководство Общества Иисуса, и решило использовать его знания и энергию для распространения католицизма и влияния ордена в мире. Так начинается более чем сорокалетний зарубежный этап иезуитской карьеры Норберта Корсака.
Заручившись поддержкой императора Александра I, преследовавшего собственные политические и дипломатические интересы, генерал Общества Иисуса в Российской империи Габриэль Грубер решил направить миссию в Китай и назначил в её состав итальянца Джованни Грасси, немца Иоганна Штюрмера и Н. Корсака.
В январе 1805 года эта небольшая группа иезуитов была вызвана в Санкт-Петербург, где им сообщили о планируемой миссии. По суше они добрались до Дании, оттуда по морю — до Англии и, наконец, до Португалии. Им так и не удалось доплыть до южнокитайского порта Макао (принадлежавшего португальцам) и достичь Пекина. 4 марта 1806 г. Н. Корсак дал последние обещания, но политические обстоятельства (такие как положение папства и ситуация в Китае) вынудили руководство ордена отказаться от первоначальных планов и отменить миссию. Н. Корсаку и Дж. Грасси было приказано вернуться в Англию.

### Английский этап
В то время как Дж. Грасси в 1810 году был отправлен в Соединённые Штаты, Норберт Корсак оставшиеся почти сорок лет своей жизни провёл в Англии (вопреки распространённому мнению, Н. Корсак никогда не был в Китае или Соединённых Штатах Америки). Будучи профессором философии, догматического и нравственного богословия, а также Священного Писания, он преподавал в иезуитском колледже Стонихерста и занимался миссионерской работой в соседнем городе Клитеро. Он дважды избирался консультантом английской провинции Общества Иисуса.
Умер 17 февраля 1846 года и похоронен в Стонихерсте.